# Charioteer
Il Charioteer (conosciuto ufficialmente come FV4101 Cromwell Heavy AT Gun) è stato un cacciacarri di costruzione britannica. Sviluppato negli anni cinquanta dal carro Mk VIII Cromwell è stato utilizzato per aumentare la potenza di fuoco nei reparti di stanza in Germania occidentale.

## Sviluppo
Nei primi anni cinquanta, in un tentativo di dare potenza di fuoco aggiuntiva ai reparti del Royal Armoured Corps, alcuni carri Mk VIII Cromwell vennero dotati del cannone da 20 libbre (lo stesso dei Centurion) in una nuova ma alleggerita torretta. Il carro uscito venne designato come FV4101 Charioteer tank destroyer. Circa 200 Cromwell sono stati convertiti dalla Robinson and Kershaw del Cheshire.

## Utilizzo
Il Charioteer è stato utilizzato soltanto dalle unità del Territorial Army, e durante la metà degli anni cinquanta la maggior parte di questi mezzi è stata venduta in Austria, Finlandia e Giordania.

## Mezzi sopravvissuti
- Un Charioteer è in mostra al museo di Yad La-Shiyon, Israele.
- Un Charioteer è in mostra al Bovington Tank Museum, Gran Bretagna.
- Un charioteer è in mostra al parola tank museum

Finlandia

## Operatori
- Austria: 56 acquistati nel 1956.
- Finlandia: 38 Charioteer Mk VII Model B acquistati nel 1960 e rimasti in servizio fino al 1979. Tenuti in depositi sino al 2007 quando sono stati venduti all'asta.
- Giordania: 24 mezzi divisi in due squadroni del 3º Reggimento Carri nel 1954. Alcuni venduti al Libano.
- Libano: molti dei Charioteer libanesi sono stati usati dai guerriglieri dell'Organizzazione per la Liberazione della Palestina contro gli israeliani nella guerra in Libano del 1978.
- Regno Unito: